# Drino lugens
Drino lugens är en tvåvingeart som beskrevs av Louis-Paul Mesnil 1944. Drino lugens ingår i släktet Drino och familjen parasitflugor. Inga underarter finns listade i Catalogue of Life.